# Théodore Alyatès
Théodore Alyatès fut un général Byzantin du XIe siècle. D'une noble famille cappadocienne il sera l'un des plus fervents soutiens de l'Empereur Romain IV. Sa carrière antérieur est inconnue.

## Naissance
Il est d'origine Capadocienne.

## Fait d'armes
En 1071, à la bataille de Manzikert malgré son rang et son prestige inférieurs il sera choisi aux dépens de généraux plus réputés pour commander l'armée byzantine aux côtés de Romain IV, de Nicéphore Bryenne et d'Andronic Doukas en raison de sa loyauté et de sa proximité avec l'Empereur Romain IV.
Le 26 août 1071, lors de la bataille principale, il commandera l'aile droite, composée des troupes d'Orient.
Malgré la défaite et la capture de l'Empereur qui suit la bataille, il restera au soutien de Romain IV lors de la guerre civile qui l'opposera entre lui et la famille Doukas, peu après sa libération. Lors de la bataille décisive à Dokeia, il commandera des troupes cappadociennes. Il sera vaincu, capturé et aveuglé.
Déchu et mutilé après cette défaite, les sources primaires, déjà brève sur sa vie, ne le mentionneront plus.